# Masanori Suzuki
Masanori Suzuki (jap. 鈴木 将方 Suzuki Masanori; ur. 15 września 1968) – japoński piłkarz występujący na pozycji pomocnika.

## Kariera klubowa
Od 1991 do 1997 roku występował w klubach Toshiba i Júbilo Iwata.